# 角令子
角 令子（すみ れいこ、1973年4月2日 - ）は、元NHK岐阜放送局キャスター。身長162cm、血液型はO型。

## 経歴
岐阜県岐阜市生まれ。
- 岐阜県立岐阜北高等学校卒業後、名古屋市立女子短期大学を経て法政大学文学部教育学科（夜間課程）を卒業。1998年岐阜放送（ぎふチャン）にアナウンサーとして入社。
- 2001年に名古屋タレントビューローへ移籍し、そこから派遣される形でメ〜テレの契約アナウンサーとなる。同期は梅田エリカ、小松佐代子。2003年9月にメ〜テレ退社。
- 2004年4月、NHK岐阜放送局契約キャスターになり、約4年勤務した。
- 2008年3月の降板に際し、「使い捨て同然」の契約を打ち切りではないかと訴え、裁判所にNHK岐阜放送局に対する労働審判を申し立てをおこなった。

## 過去の担当番組

### NHK時代
- ほっとイブニングぎふ
- みのひだ情報局
- FMニュース

### メ〜テレ時代
- Do.ビデオ（第3土曜日）
- アナブース
- TRYあんぐる（ウマさ発見!食材のさと）
- 笑顔屋
- 女子アナの穴
- メ～テレニュース

### 岐阜放送時代
- 早咲きすみれ（ラジオ）
- Weきゃん（テレビ）